# Wanzer
Wanzer is een plaats en voormalige gemeente in de Duitse deelstaat Saksen-Anhalt, en maakt deel uit van de Landkreis Stendal.
Wanzer telt 119 inwoners.